# Ератема
Ератема (рос. эратема, англ. erathem, нім. Ärathem n, Ärathea), геологічна група — велика одиниця загальної (міжнародної) стратиграфічної шкали; відклади, які утворилися протягом геологічної ери. Ератема є частиною еонотеми і поділяється на системи.
Ератема відображає великий етап розвитку літосфери і органічного світу. Палеозойська, мезозойська і кайнозойська ератеми, які складають фанерозойську еонотему, характеризуються специфічними комплексами великих таксонів тварин і рослин, аж до класів.